# Nóvomariïnka
Nóvomariïnka (en rus: Но́вомарии́нка) és un poble de l'óblast de Tomsk, a Rússia, que el 2015 tenia 234 habitants.